# Skadar (Osečina)
Pour les articles homonymes, voir Skadar.
Skadar (en serbe cyrillique : Скадар) est un village de Serbie situé dans la municipalité d’Osečina, district de Kolubara. Au recensement de 2011, il comptait 577 habitants.

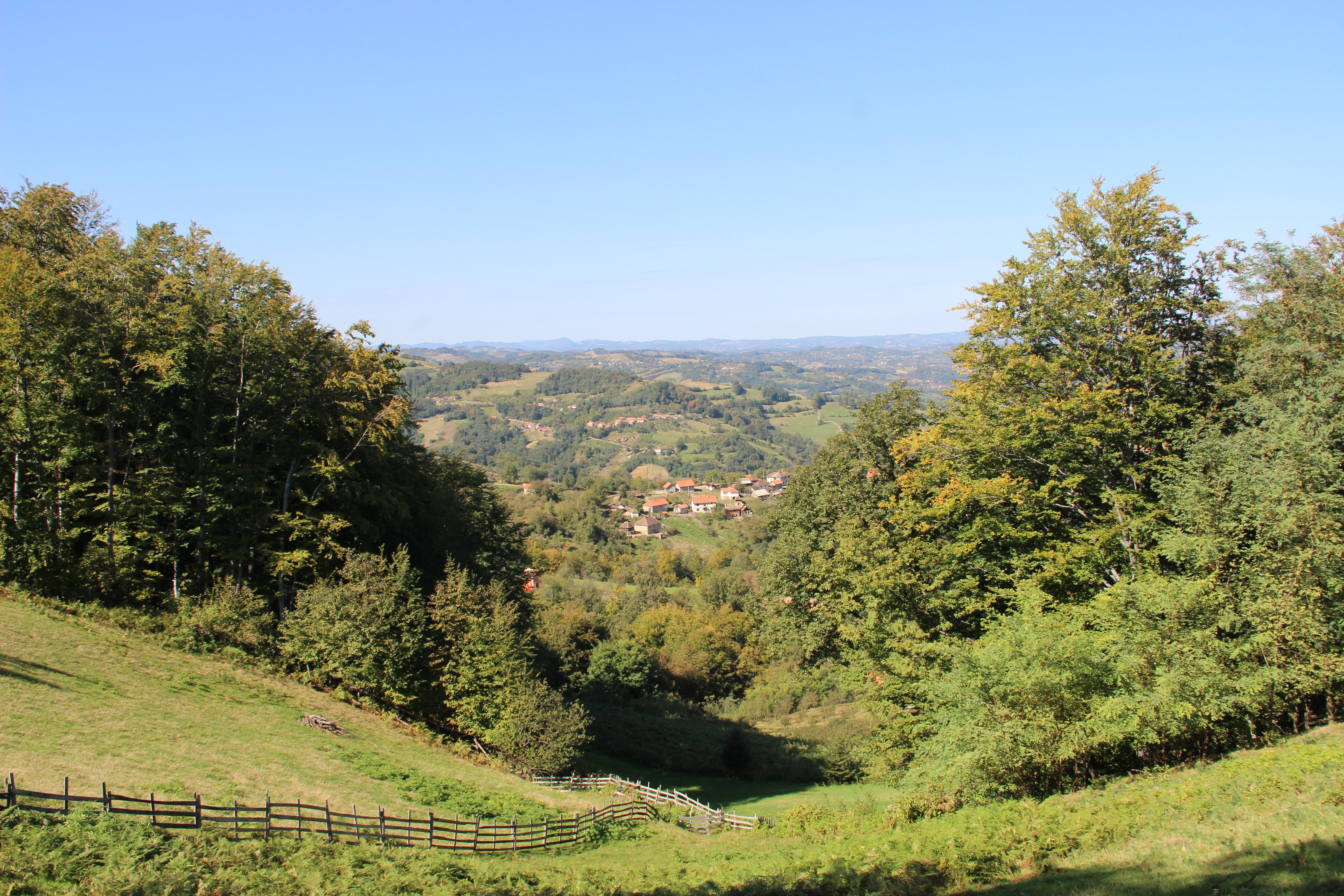
Skadar - panorama
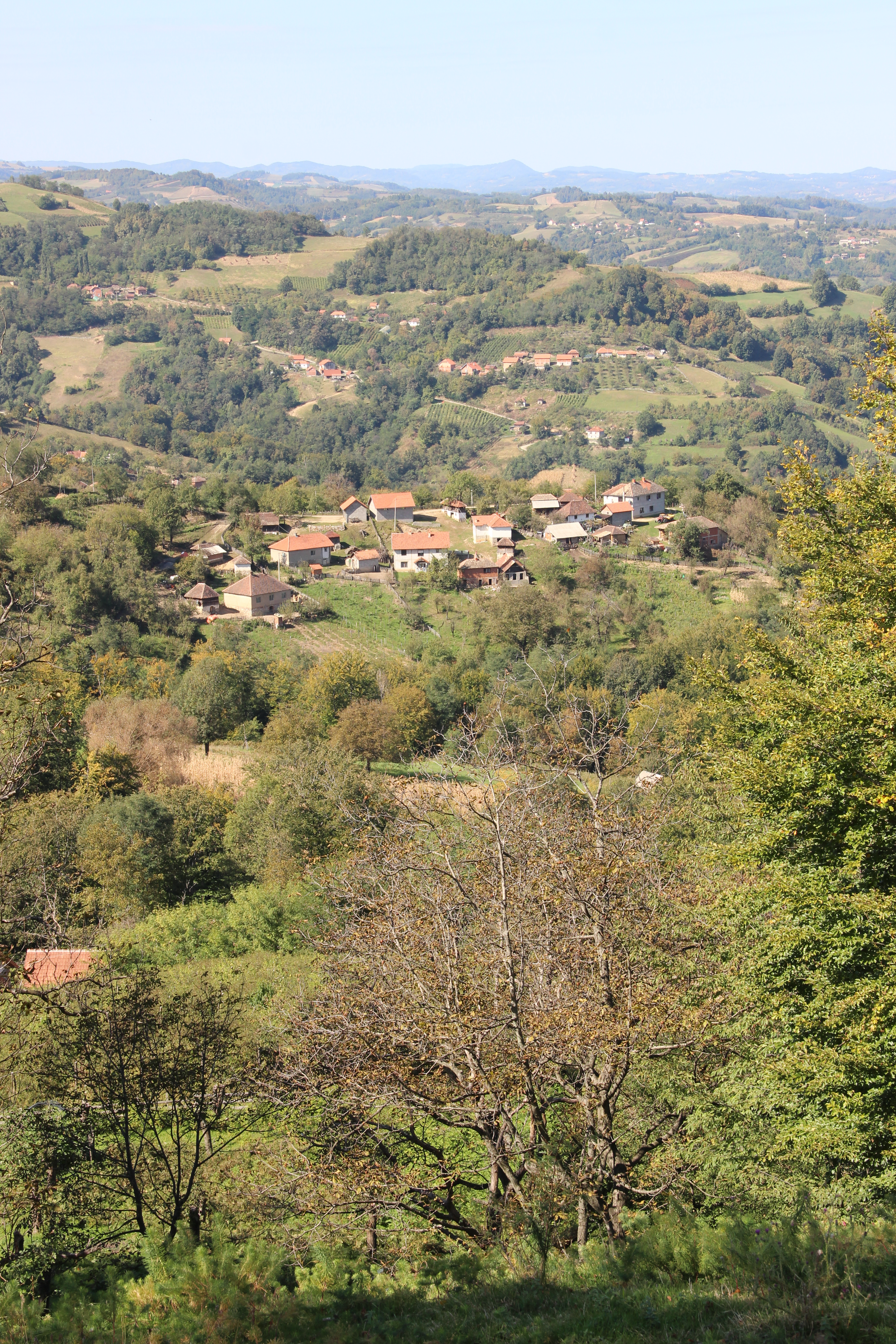
Skadar - panorama
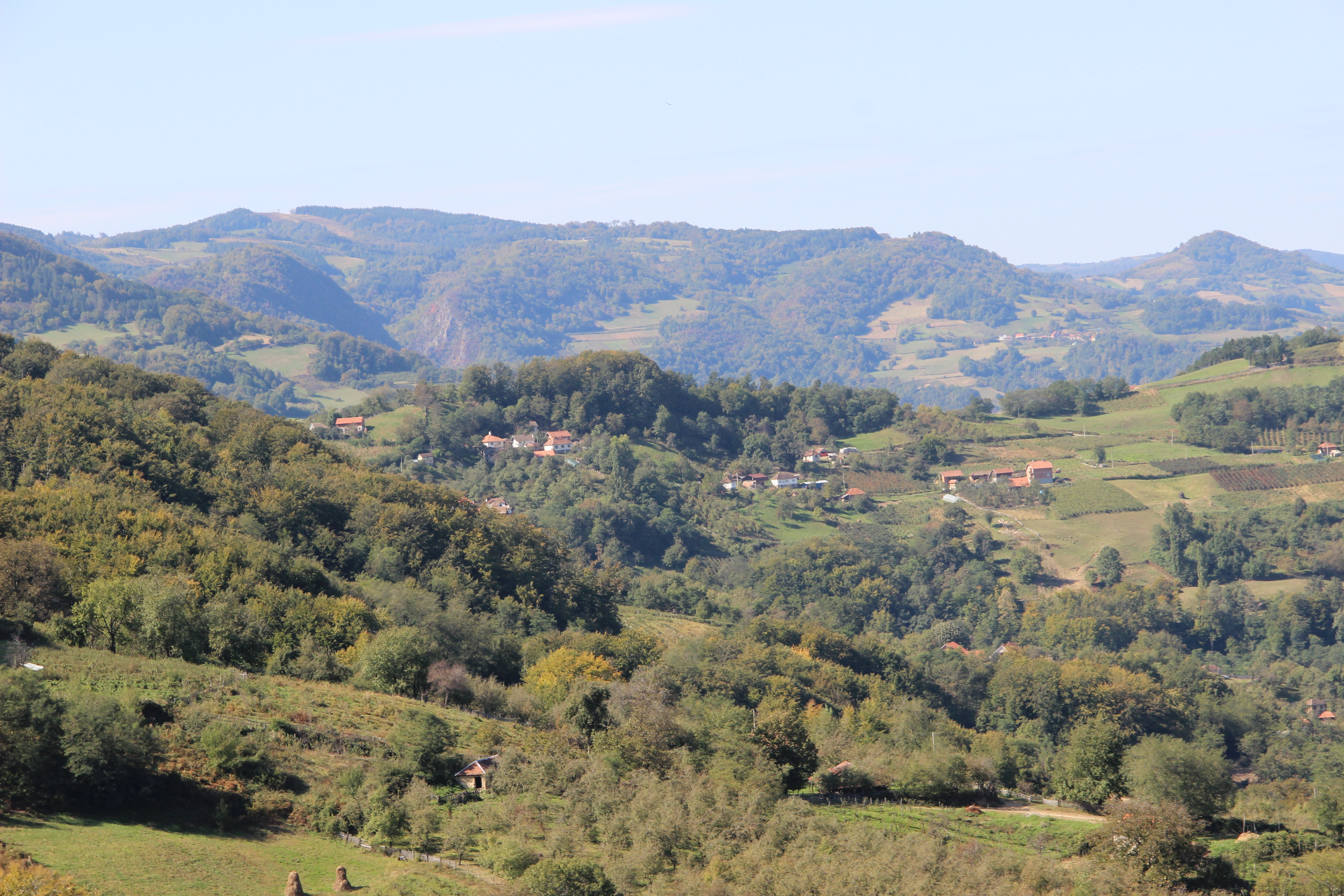
Skadar - panorama
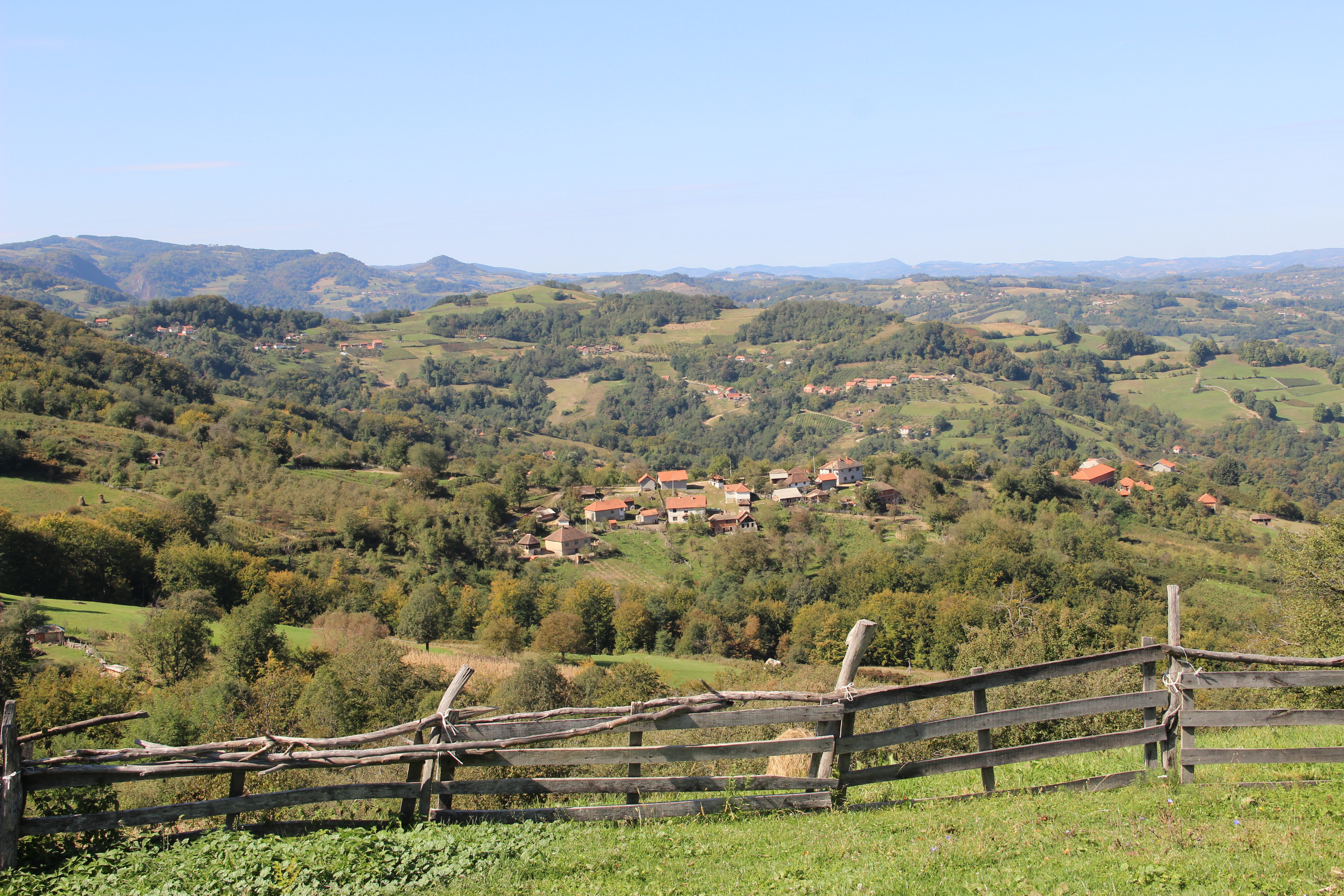
Skadar - panorama
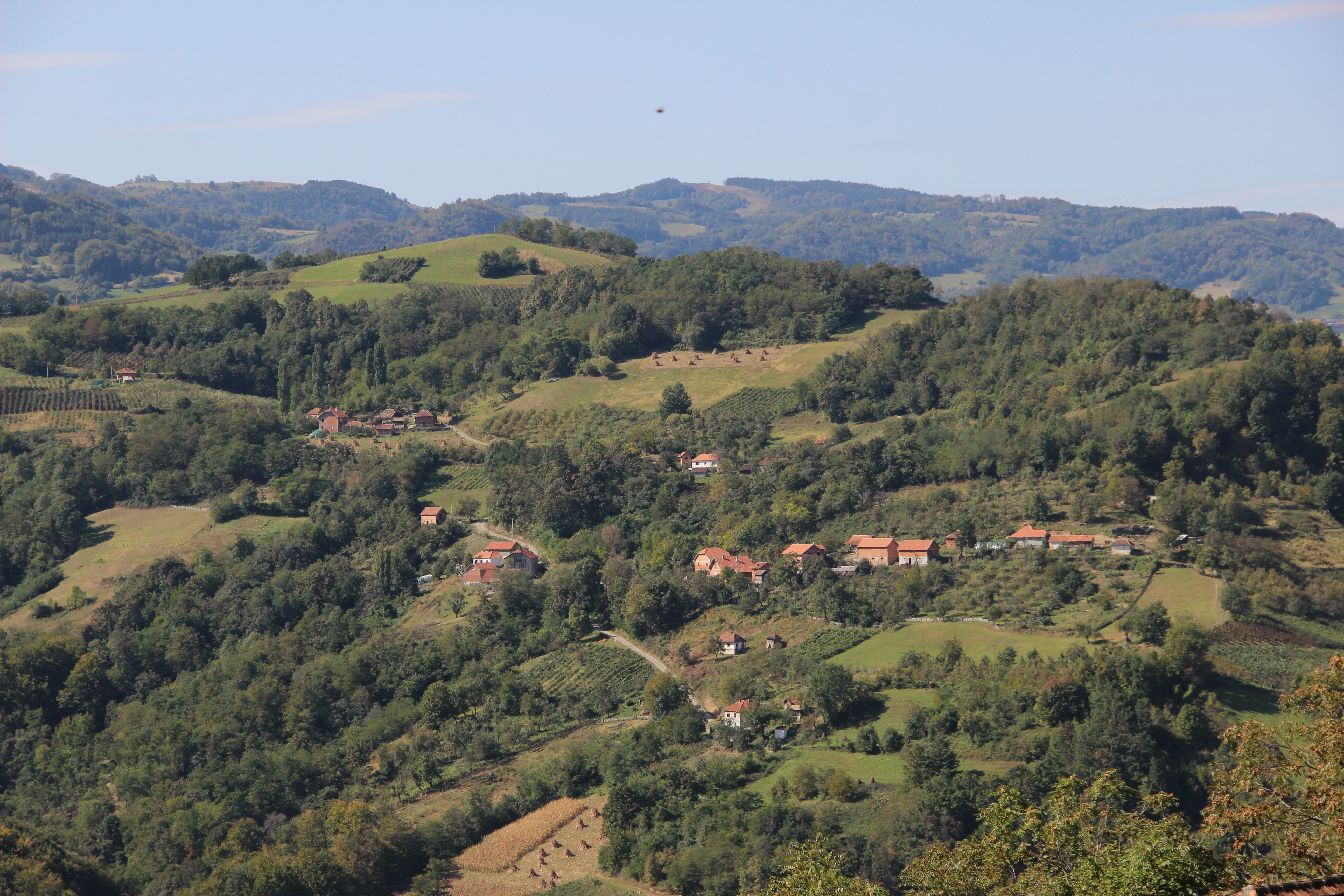
Skadar - panorama
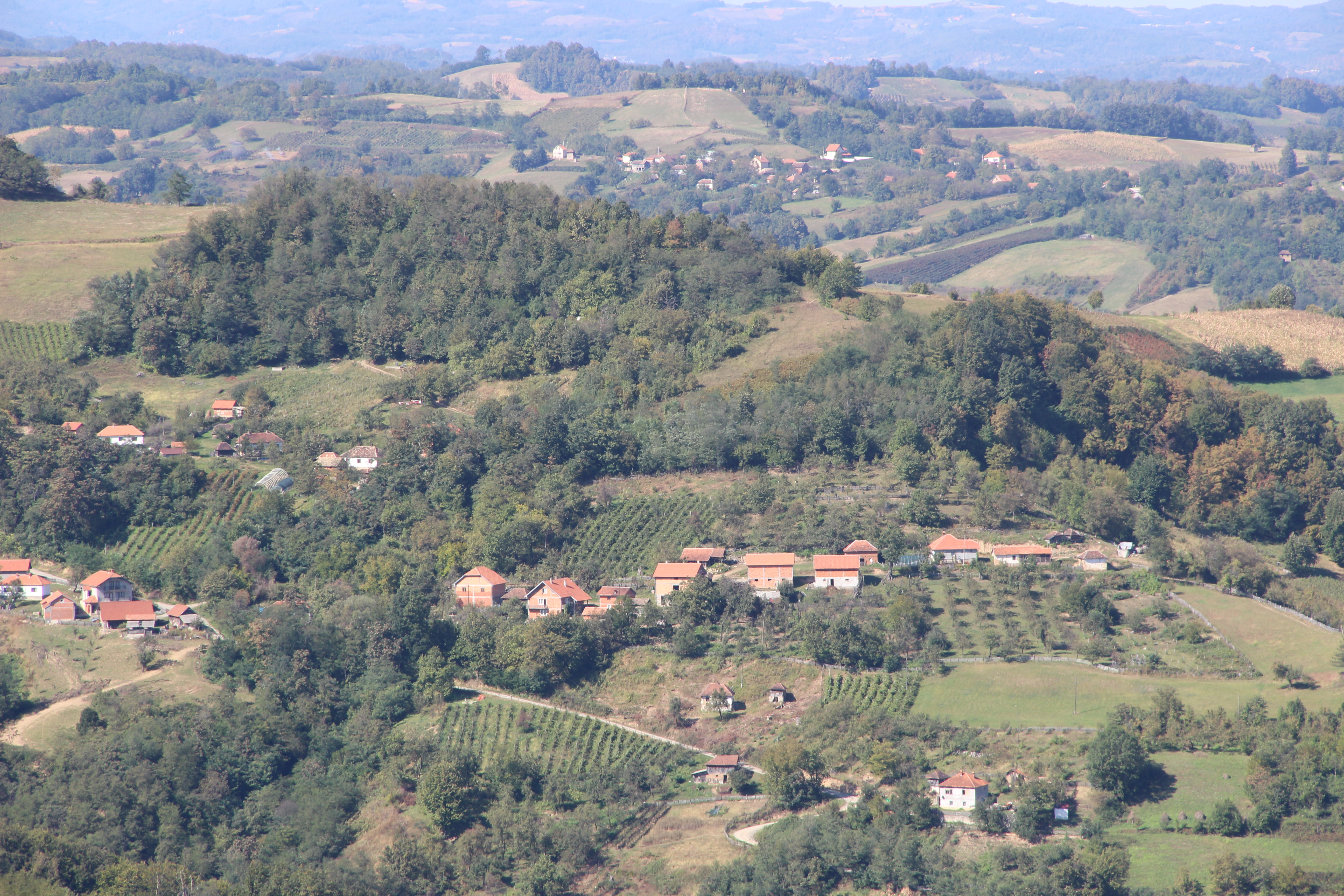
Skadar - panorama

## Démographie
| 1948  | 1953  | 1961  | 1971  | 1981 | 1991 | 2002 | 2011 |
| ----- | ----- | ----- | ----- | ---- | ---- | ---- | ---- |
| 1 237 | 1 234 | 1 160 | 1 060 | 933  | 822  | 736  | 577  |

|  |